# AD Chalatenango
AD Chalatenango is een Salvadoraanse voetbalclub uit Chalatenango.

## Geschiedenis
De club werd opgericht als CD Alacranes en speelde in 1948/49 in het allereerste profseizoen van het Salvadoraanse voetbal, al bleef het bij één deelname. In 1950 werd de naam gewijzigd in Club Deportivo Chalatenango. In 1979 maakte de club een terugkeer in de hoogste klasse en speelde daar tot 1990. In 2003 promoveerde de club opnieuw, maar degradeerde nu al na één seizoen. In 2005 kocht de club de plaats van een promovendus af en mocht zo opnieuw in de hoogste klasse aantreden. In 2008 bereikte de club de finale van de Apertura, die ze verloren van Isidro Metapán. Door financiële problemen verkocht de club in 2009 zelf zijn plaats in de hoogste klasse aan Municipal Limeño.
In 2015 slaagde de club er opnieuw in om aan te treden in de hoogste klasse. In juni 2017 ging de club failliet, maar mocht wel het seizoen uitdoen. In juli werd de club heropgericht als AD Chalatenango en mocht verder spelen in de hoogste klasse.

CD Águila · Alianza FC · CD Audaz · AD Chalatenango · CD Dragón · CD FAS · CD Luis Ángel Firpo ·  
AD Isidro Metapán · Municipal Limeño · CD Pasaquina · Santa Tecla FC · Sonsonate FC